# OnePlus 5T
El OnePlus 5T (A5010) es un teléfono celular con sistema operativo Android de la compañía OnePlus, el cual fue dado a conocer un 16 de noviembre del año 2017 y puesto en a la venta el 29 de noviembre de ese mismo año. Es sucesor del OnePlus 5, el cual había salido 5 meses antes y con el cual compartía muchas similitudes. Los cambios más notables respecto a su versión pasada son una pantalla más grande de 6.01” en formato 18:9, unos biseles más pequeños, y la reubicación del escáner de huella dactilar a la parte posterior del dispositivo. También es predecesor del OnePlus 6 el cual fue anunciado el 17 de mayo de 2018. Su relevancia se debe a que tiene unas de las mejores relaciones calidad-precio, ofreciendo una potencia y experiencia de usuario a pesos relativamente más bajos que su competencia, es por eso que la firma telefónica lo llama el “flagship killer”.

## Especificaciones
El OnePlus 5T cuenta con un procesador Qualcomm MSM8998 Snapdragon 835 de ocho núcleos (cuatro de 2.45GHz y cuatro de 1.9Ghz) y con la GPU Adreno 540, especificaciones que para su tiempo eran lo mejor que había en el mercado. Además cuenta con versiones de 6 gigas de memoria RAM LPDDR 4X y 64 de almacenamiento u 8 gigas de memoria RAM LPDDR 4X y 128 de almacenamiento. Cuenta con una pantalla con tecnología Full Optic AMOLED de 6.01” de diagonal en formato 18:9, un formato que nunca antes se había visto en un dispositivo de la firma asiática. Con una resolución de pantalla de 2160 x 1080 y una densidad de píxeles de 401 por pulgada hacen que el contenido que se presente tenga una alta nitidez y recubierta con Corning Gorilla Glass 5 es a prueba de arañazos y rayaduras. 
Tiene conectividad bluetooth 5.0, NFC, GPS GLONASS y Wi-Fi 802.11 y LTE hasta UL Cat 13 y DL CAT 12 así como jack de 3.5 mm para auriculares y una entrada USB tipo C. Lleva sensores como de proximidad, acelerómetro, giroscopio y compás. También un escáner de huella dactilar en la parte posterior con la posibilidad de registrar hasta 10 huellas diferentes. 

El dispositivo móvil también cuenta con un total de 3 cámaras fotográficas. Una de 16 megapíxeles con apertura focal 2.0 en parte frontal, y dos más en la parte trasera, una cámara principal de 16 megapíxeles (Sony Exmor IMX398) y una cámara secundaria 20 megapíxeles (Sony Exmor IMX376K), ambas con apertura focal 1.7 capaces de grabar hasta en resolución 4k a 30 cuadros por segundo.

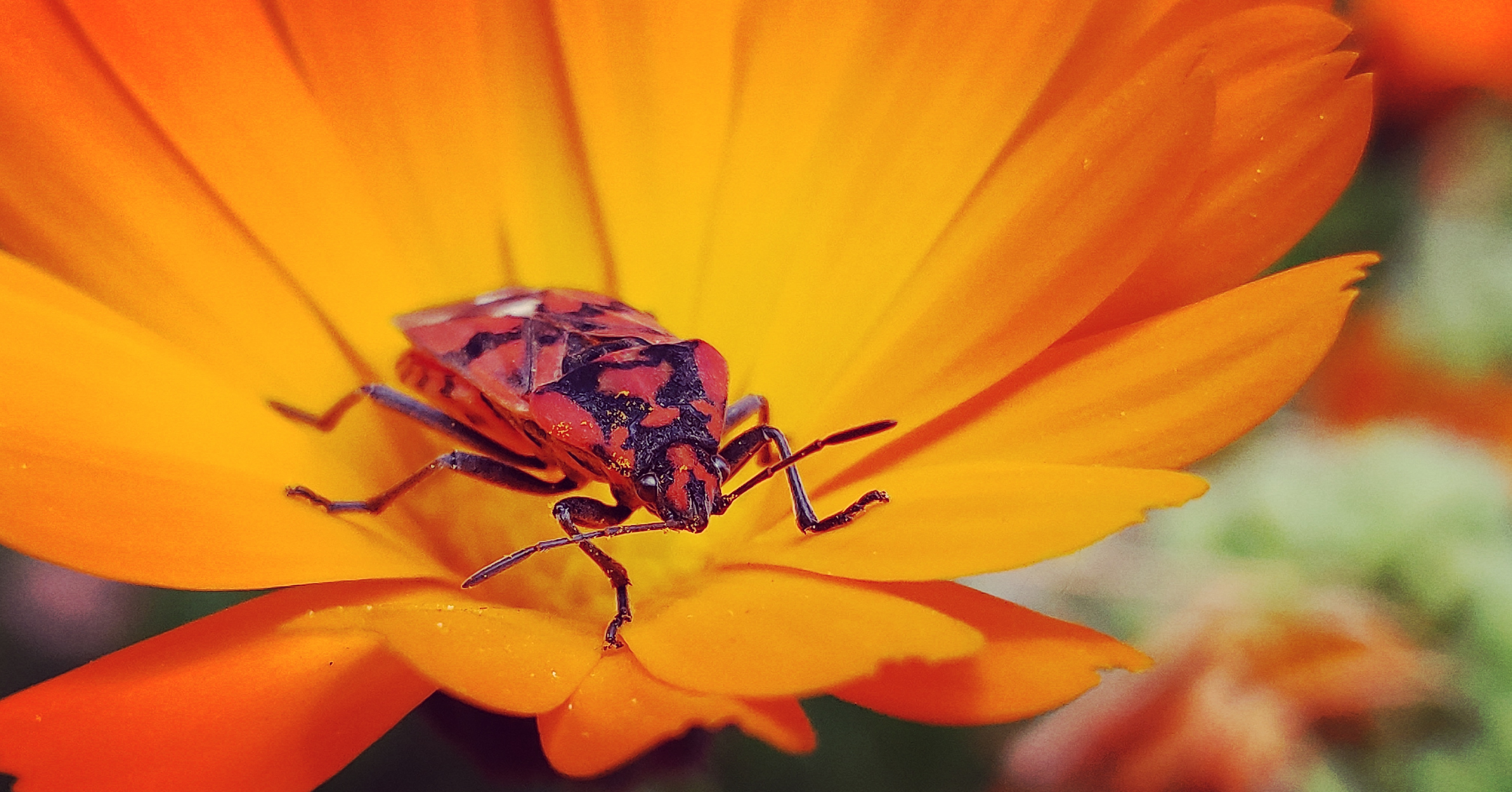

La cámara secundaria está diseñada para condiciones de baja luminosidad. El móvil no cuenta con estabilizador óptico de imagen pero si con un estabilizador electrónico consiguiendo tomas menos movidas. 
Construido en chasis de aluminio se le puede encontrar en diversos colores como el Midnight Black, Lava Red y Sandstone White (solo versión de 128/8GB).

## Software
El OnePlus 5T viene de fábrica con la versión de Android 7.1.1 "Nougat" con la capa de personalización de la marca llamada Oxygen OS la cual añade funciones extras como el modo nocturno y modo lectura los cuales modifican los colores de la pantalla para que sean adecuados para el momento .
El 31 de enero recibió una actualización de software con la nueva versión de Android 8.1 así como con su capa de personalización Oxygen OS 5.0.2) introduciendo nuevos funciones como Autorrellenado, puntos de notificación y “Picture-in-picture”. Trajo mejoras en la estabilidad del sistema así como tiempos de arranque del sistema menores.